# Rio Boca (Motru)
O Rio Bobu é um rio da Romênia afluente do Rio Motru, localizado no distrito de Gorj.